# 7826 Кінуґаса
7826 Кінуґаса (7826 Kinugasa) — астероїд головного поясу, відкритий 2 листопада 1991 року.
Тіссеранів параметр щодо Юпітера — 3,539.
Названо на честь професійного бейсболіста Кінуґаси Сатіо(яп. きぬがさ さちお(衣笠 祥雄) кінуґаса сатіо).